# Wächter
Wächter (mittelhochdeutsch: wahtäre, althochdeutsch: wahtari) ist die ursprüngliche Berufsbezeichnung eines Bewachenden. Als Bewachung wird dabei hauptsächlich die Sicherung einer Einrichtung oder eines Gebäudes verstanden.

## Tätigkeit
Ausübende der Wächterberufe bewachen als Wachhabende (Wachmänner), Wachposten, Wärter, Behüter oder Wachtmeister ein Revier (Beispiel: die Polizeiwache), ein Objekt oder eine Person – in der Regel zu einer Zeit, in der andere nicht mehr oder noch nicht wach und wachsam sind. Den ursprünglichen Wächterberuf Nachtwächter gibt es vermutlich, seitdem es die ersten größeren Städte im Mittelalter gab. Die Aufgabe der Nachtwache war es, nachts durch die Straßen und Gassen der Stadt zu gehen und für Ruhe und Ordnung zu sorgen. Sie warnte die schlafenden Bürger vor Feuern, Feinden und Dieben.
Allein oder auch von Wachhunden begleitet, hielten und halten Wächter daher (Nacht-)Wache (Wachdienstverrichtende z. B. in der Armee, an Pforten usw.), bewachten hierbei also Gebäude (Wachleute, Objektschutz in einem Sicherheitsdienst) oder Personen (Wachtmeister, Bodyguards, Schweizergardisten als die Wächter des Papstes, Justizangestellte als Wächter und Wärter in der Justizvollzugsanstalt, dem Gefängnis, auf dem Wachtturm) oder sie vertraten zeitweise nicht nur wegen Schlafes abwesende Hausherren und Grundstückseigentümer. Im übertragenen Sinne wird das Wort Wächter auch für Personen gebraucht, die wachsam auf die Einhaltung bestimmter Regeln achten (Beispiel: Die Wächter über DIN-Normen und Patente) oder Geräte warten und überwachen (Beispiele: Bahnübergangswärter, Maschinenwärter oder Ingenieure, Sport-, Garten-, Zeugwart) und Ereignisse wachsam verfolgen (Beispiel: Presseunternehmen und Zeitungen wie The Guardian etc.). Wächterkontrollanlagen wie z. B. Stechuhren und Feuermelder (Rauchwächter) als elektrische Wächter sind hingegen schon seit längerer Zeit im Gebrauch.
Schon seit Urzeiten bewachen sie im Auftrag der Sippe, des Clans oder später der Regierenden (vgl. Weihnachtslied mit Bezug auf das Alte Testament: „Zion hört die Wächter singen“). Früher oft in obrigkeitlich-behördlichem Auftrag üben Wachleute/Wächter heutzutage im Allgemeinen die Schlüsselgewalt und das Hausrecht als Besitzdiener im Auftrag von Privatleuten oder Firmen und Sicherheitsdiensten in den Objekten aus. Wächtern, Wachhabenden und Wachleuten in hoheitlichem, d. h. nicht-privatem Auftrag stehen mehr als nur bürgerliche Rechte zu. Derlei Ausnahmen ergeben sich also auch durch die Beleihung mit hoheitlichen Rechten. In Deutschland gilt das für die Bereiche Luftverkehr, Kernkraftwerke und Bundeswehr.
Bewachungsobjekt kann z. B. ein Gegenstand, ein Gebäude, eine Stadt oder auch ein Subjekt, d. h. eine Person sein. Rechtliche Grundlage für das Tätigwerden von Wächtern und Wachleuten sind in Deutschland die Gewerbeordnung und die Bewachungsverordnung. Mitarbeitern von privaten Sicherheitsdiensten stehen nur die jedermann zustehenden Rechte der Bürger – wie beispielsweise der Notwehr – zu. Ein privater Wach- und Sicherheitsdienst (als Auftrags- oder Arbeitgeber von Wächtern und Wachleuten) ist also eine Dienstleistung, die im Auftrag bei Unternehmen und anderen Einrichtungen erfolgt. Zunehmend werden solche Aufgaben im Wege des Outsourcing an Fremdfirmen vergeben. Dabei können verschiedene Aufgaben Bestandteil eines einschlägigen Dienstvertrages sein: Bewachung von Gebäuden (Wachschutz), Pförtnertätigkeiten, Geld- und Werttransporte, Kontrollaufgaben (auch mit Hilfe von Geräten zur Durchleuchtung oder mit Wachhunden), Personenschutz und sogar Sicherheitschauffeur (sondergeschützte Fahrzeuge). In Deutschland besteht für die Mitarbeiter von Wachdiensten die Pflicht, einen Ausweis mitzuführen.
Die Leibwache oder Leibgarde besteht hingegen aus einem oder mehreren Leibwächtern und ist für den Schutz des Lebens oder der körperlichen Unversehrtheit einer hochgestellten Persönlichkeit zuständig (Personenschutz). Sprachlich wurde der Begriff Leibwächter im Deutschen inzwischen nahezu ganz durch den Begriff Wachmann/Wachhabender, Gardist oder – englisch – Bodyguard ersetzt.
Wie in anderen Berufen, so gibt es auch im Bereich von Wach- und Sicherheitsdienstleistungen jedoch auch die Automation: Ein neu entwickelter kugelförmiger Roboter könnte – wie neuerdings gemeldet wurde – zukünftig als automatisches Wachpersonal eingesetzt werden.

## Zünfte
1987 wurde im dänischen Ort Ebeltoft die Europäische Nachtwächter- und Türmerzunft gegründet. Ihr gehören Nachtwächter und Türmer aus Tschechien, Polen, Schweiz, Frankreich, den Niederlanden, England, Dänemark und Deutschland an. Am 27. März 2004 schlossen sich in Bad Münder am Deister (Niedersachsen) Nachtwächter aus ganz Deutschland zu einer Gilde zusammen. Der Vereinsname lautet Gilde Bund Deutscher Nachtwächter, Türmer und Figuren (BDNT).